# Tschingelpass

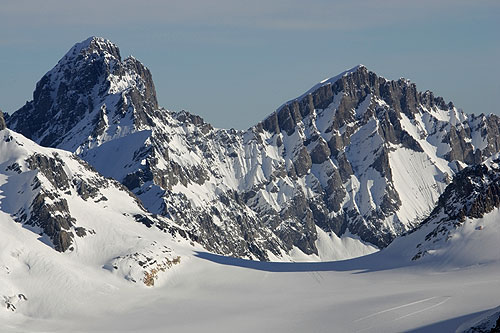
Tschingelpass vom Kanderfirn aus, im Hintergrund Gspaltenhorn und Tschingelspitz

Die Tschingelpass ist ein hochalpiner Gebirgsübergang in den Berner Alpen.
Er verbindet auf einer Höhe von 2774 m ü. M. den Kanderfirn im Südwesten (Gemeinde Kandersteg) mit dem Tschingelfirn im Nordosten (Gemeinde Lauterbrunnen).
Die erste touristische Überschreitung des Tschingelpasses erfolgte 1790 durch Johann Rudolf Meyer junior von Lauterbrunnen aus.